# Central Nacional de Abastecimiento
La Central de Abastecimiento (CENABAST) es un servicio público estatal chileno dependiente del Ministerio de Salud, encargado de las adquisiciones y distribución de los fármacos, insumos médicos y alimentos.
Considerando que las atribuciones han perdurado a lo largo del tiempo, CENABAST se constituye como un organismo ejecutor «que orienta y racionaliza la  adquisición de medicamentos e insumos para el sector, con el fin de garantizar calidad a los pacientes y bajos precios, evitando la discrecionalidad desagregada», con miras a fomentar, proteger y recuperar la salud. Desde esta perspectiva, es decir, la provisión de fármacos e insumos clínicos, ha sido una preocupación coetánea por parte del Estado chileno, pasando siempre a segundo plano en la agenda nacional.
Actualmente posee un rol intermediador entre el sector público de salud y los proveedores (desde el año 1992). En la práctica, los distintos servicios que requieran la compra de productos (con una canasta referencial de 2400 productos) deben formalizar una petición anual, posteriormente se efectúa el encargo de la mercadería —por medio de licitaciones—, para finalmente realizar su entrega. Esta es una clara diferencia en relación con sus predecesores, quienes almacenaban los suministros, que luego distribuían según los requerimientos.
La CENABAST llega a todos los rincones del país se preocupa de gestionar la compra de abastecimientos de recursos estratégicos para la red de salud. Los recursos estratégicos son medicamentos, insumos y dispositivos y alimentos
La cenabast cumple su objetivo a través de intermediación y programa ministeriales
-Intermediación es la compra de productos que realiza cenabast por el encargo de cada establecimiento de salud
-Programa ministeriales Es la compra realizada por encargo del ministerio de salud y que entrega a los habitantes el acceso de diversas garantías.
La Central de Abastecimiento del Sistema Nacional de Servicios de Salud de chile gestiona los procesos de compra mandatados por el Ministerio de Salud, Subsecretaría de Redes Asistenciales, Subsecretaría de Salud Pública, Fondo Nacional de Salud, Servicios de Salud, Municipalidades y Corporaciones Municipales, en general por las entidades que se adscriban al Sistema Nacional de Servicios de Salud para el ejercicio de acciones de salud.
El proceso de compra se da a través etapas que son: captura de demanda, workflow(trabajo fluido), informe de entrega y oirs (oficina de información de reclamos y sugerencias)
Proceso de Captura de la demanda
Es una plataforma web donde cada establecimiento de salud ingresa sus requerimientos de acuerdo a las necesidades de cada lugar, una vez consolidada la demanda se da inicio al proceso de compras de productos
Workflow (flujo de trabajo)
Una vez consolidada la demanda de producto a adquirir se licitan las compras a través del mercado público. Este proceso es monitoreado por sistema de workflow de cenabast hasta su adjudicación.

## Sistema de informe de entregas
El proceso de distribución y entrega también es controlado estableciendo un sistema web para su registro y carga de documentos de recepción conforme del cliente. Esta actividades es realizada por el proveedor para asegurar el abastecimiento de la red de salud.

## Sistema oirs (oficina de información, reclamos y sugerencias)
Sistema web que apoya oirs en la gestión de los requerimientos que clientes, proveedores y ciudadanos solicitan a través de este medio. Este sistema permite recibir opiniones de los destinatarios con el objetivo de agilizar los procesos y mejoras de la gestión interna.
Desde el 2003 se incorpora como organismo participante a ChileCompra.

## Historia
Antes de emprender el análisis, es menester revisar varios factores que influyeron en la creación de la Central Nacional de Abastecimiento; por un parte la fuerte demanda de la población en relación con los problemas que son propios de la cuestión social, y por otra lado la patente preocupación hacia fines del siglo XIX por legislar sobre materias relativas a la sanidad e higiene producto de epidemias que afectaban a gran parte de esta misma, existiendo un fuerte vínculo entre las míseras condiciones de vida de la mayoría y la alta proliferación de enfermedades.
Los gobiernos de la época intentaron dar soluciones dando paso a unas seguidillas de instituciones que cumplieron —formalmente— roles significativos, pero que en la práctica no les fue posible cumplir con el deber que se les había encomendado, siendo en general de carácter transitorio. Un ejemplo de ello fue la Dirección General de Sanidad de 1918, establecido en el Código Sanitario, que refleja una breve duración de seis años.

### Periodo de formación
En el año 1919, el Consejo Superior de Beneficencia de Santiago gestionaba la puesta en marcha de la agencia que se encargaría de la compra de medicamentos y otras mercancías, así se detalla en un encargo del administrador de la desaparecida Casa de Orates que atendía a los "enajenados» del país, es decir, el manicomio:

(…) pidió autorización para hacer los pedidos de medicinas y drogas para el asilo a su cargo, directamente, ya que, según entiende, aún no está organizada la nueva oficina de Compras.- 
La corporación autorizo (…) para que contrate los artículos de botica que necesite urjentemente y acordó citar a la Comision Directiva de la Oficina de Compras para que estudie la organizacion é instalacion de dicha oficina.

En gran medida una de las causas que posibilitó la creación de la Oficina, fueron los altos precios de los medicamentos en Chile en comparación con Europa, he aquí un ejemplo: «(...) en Berlín compró Neosalvarsán alemán a $17,40 los 12 gramos; aquí, 3 gramos cuestan $45 – o sea $180 – los 12 g (...)». Este contraste en los valores instiga al Consejo a evaluar la ventaja que habría en pedir éstos y otros artículos a través de la Oficina.
Sin embargo, previo a su implementación, la Oficina no estuvo exenta de obstáculos, ya que los Establecimientos de Salud Pública registraban un adeudo que ascendían a más de $780.000 solo por concepto de fármacos, en defecto al presupuesto anual que giraba en torno a los $600.000. Ante esta situación se determinó que «(...) una vez que (…) paguen sus compromisos, la Oficina (…) entraría con fondos disponibles, a desempeñar sus funciones seguramente con apreciable economía», postergándose el inicio de su actividades para el año 1922, y por el momento —como de costumbre— los administradores de dichos establecimientos debían solicitar directamente los insumos clínicos perentorios.
Es así como la sección –La Central de Compras y Almacenes-, con plena dependencia del Consejo, asume sus atribuciones entre la que se destaca la adquisición de medicamentos enviados desde Europa, preocupándose a su vez de la calidad y de conseguirlos al menor costo posible en el mercado, siguiendo posteriormente su distribución a los distintos Hospitales del país. Poseía además otras competencias excepcionales (en comparación con la actual CENABAST),  entre ellas la provisión de diversos productos de consumo diario (desde abarrotes -azúcar, arroz, lentejas- hasta indumentaria).
Ya en pleno funcionamiento se presentaron los primeros problemas en lo que respecta a la calidad de los productos importados. En las Actas del Consejo quedar fehacientemente expuesto como «falta de probidad en el Comercio (…) Desgraciadamente, esos reclamos se han hecho con posterioridad al Visto Bueno de las respectivas administraciones». Esta aceptación de los artículos, a pesar de parecer una cuestión menor, demostraba graves problemas de carácter administrativo que han sido arrastrados hasta el día de hoy.
Por otro lado, se hacía evidente el avance que iba alcanzado la Oficina, es por esto que se comenzó a percibir que la infraestructura donde se ubicaba la agencia ya no daba abasto. Por ello el Consejo se encontraban en una dicotomía de ampliar el local o lisa y llanamente construir una nueva dependencia en otro lugar:

"…e l desarrollo que va tomando (…) y el que habrá de tomar cuando se organice la Sección de Farmacia, lo obligan a pedir a la Junta que consulte fondos en el Presupuesto (…) Si se suprimen las Nuevas Construcciones, no se podrá organizar, convenientemente…"

#### Farmacia pública: ¿Contingencia real?
Con la fundación de la Escuela de Farmacia de la Universidad de Chile en 1911, y su innovación en la materia, se planteó la idea de separar las tradicionales boticas de los Hospitales con el propósito de que éstas se sitúen en la calle para que los pacientes despachen sus recetas y remedios de forma asequible.

"(…) sería mas provechoso para el público establecer como está organizado en Buenos Aires, en departamento anexo a la Asistencia Pública y destinarlo a Farmacia Central.-  
El gravámen y las molestias que este servicio impondrá estarían compensadas con los beneficios que esta verdadera obra de caridad reportaría a la inmensa poblacion pobre y enferma".

El Consejo estudió el proyecto:

"La adquisición de un terreno contiguo a la Posta Central no sería dificil; pero realizar el proyecto tal vez impondría a la Junta un gasto considerable.- Por esta razón convendría estudiar el asunto bajo el punto de vista financiero.-"

Además sería de gran ayuda para regular el mercado, fiscalizar obligaciones y controlar los requerimientos de los propietarios de boticas, que ya era complicado en esta época. Se pensó incluso que esta nueva sección de Farmacia Pública prestará servicio día y noche. Sin embargo, a pesar de todos los beneficios señalados anteriormente, la realización de semejante proyecto acarreaba al Consejo gastos desmesurados, constituyendo un escenario impregnado de utopía que no llegó a buen puerto.

#### Fusión y término de la Junta
Hasta el año 1927, el Consejo se conformaba como una administración absolutamente descentralizada. De este modo las juntas locales disfrutaban de completa autonomía de sus funciones y sin supervigilancia de parte de una autoridad superior.  Este sistema conllevó a la falta de unidad entre los servicios,  el despilfarro de dinero que a largo plazo ascendió a la no despreciable deuda de 20 millones de pesos de ese entonces.
Aquí se distinguen diversas insuficiencias en la reglamentación del Consejo que no pudo superar por sí misma, siendo la más importante la incapacidad de sancionar sus delegaciones. Esto desembocó irremediablemente a que el Gobierno tomará carta  en el asunto, al respecto se refirió el Ministro: «La orientación (…) es ir hacia una medicina social dirigida (…) Sin nos unimos y vamos a una lucha coordinada tendremos un mejor aprovechamiento para la salubridad del país». Es por ello que mediante un Decreto Ley se crea un organismo dirigente denominado Junta Central de Beneficencia, «provisto de la plenitud de atribuciones para la administración, fiscalización, aprovisionamiento y control de todos los servicios del ramo de la República, que pudiera atender directamente o por medio de juntas locales». A su vez la Oficina se transforma en la Central de compras, almacenes y farmacia, sin cambios relevantes.
Se considera que durante la vigencia de la Junta los problemas persistieron y al paso de los años regresó al tapete el debate de la eficiencia de sus servicios. En la década de los 40, se comenzó a analizar la posibilidad de fusionar nuevamente varias entidades en razón de la ausencia de legislación en muchas de las dependencias, lo que entorpecía un buen funcionamiento y una mejor economía. Es así como se forman comisiones para estudiar este asunto. La disputa de poder entre el Servicio Nacional de Salubridad, La Caja de Seguro Obligatorio y la misma Junta ralentizaron el progreso. Es necesario detenerse para enfatizar que en todo el desarrollo histórico, la Central nunca tuvo una posición clave en las discusiones de la Junta, lo que supone este desinterés como una posible causa del escaso cambio institucional.

### Periodo de planificación central
Después de doce años de una prolongada tramitación —entre observaciones e indicaciones por parte del ejecutivo y el legislativo— se llevaría a cabo la anexión de diversos organismos, entre ellos la Junta —y como consecuencia la Oficina de Compras—, el Departamento Administrativo de la ex Sanidad y la Sección Óptica de la ex Caja de Seguro formándose por primera vez la Central de Abastecimiento y la Comisión de Adquisiciones, dependiente a su vez del departamento administrativo del nuevo Servicio Nacional de Salud   (S.N.S)

"Sin perjuicio de lo dispuesto (…) mantendrán su organización, representación legal y dependencia actuales, y ejercerán las funciones y derechos y cumplirán las obligaciones que les corresponden, según las leyes vigentes, hasta la fecha en que el Servicio (…) este efectivamente en funciones…"

Esta unificación tardaría en concretarse, debido a que los antiguos organismos tenían muchos asuntos pendientes de toda índole, siguiendo como un tópico recurrente los problemas financieros. En relación con la S.N.S., esta comenzó sus actividades con serias deficiencias en lo referido a la contabilidad, no llevando balances de gastos e ingresos desde sus movimientos iniciales.
Luego, en 1959, se logra dictar el Reglamento de la S.N.S, que dispuso una nueva metodología, disminuyendo y agilizando los conductos burocráticos, simplificando las tramitaciones. Este proceso constó de dos fases, siendo en la segunda —realizada en 1961— donde se delimita la CENABAST, quedando de este modo a su cargo el aprovisionamiento de maquinaria, materiales tales como productos farmacéuticos y de uso quirúrgico, textiles, útiles de oficina y otros, produciendo inclusive algodón y gasa. Trabajando en conjunto con el Instituto Bacteriológico y el Laboratorio Chile —quienes se encargaban de la producción de vacunas y drogas—.
Otro hito significativo de la época fue el terremoto que azotó a Valdivia en 1960, que mostró la real importancia de la CENABAST y logró evidenciar el nivel de eficiencia de esta, reflejada en una lenta maquinaria, arrastrando como consecuencia una inoportuna y poco económica distribución a los Establecimientos de salud afectados, con productos de calidad discutible.
En esta nueva etapa del sistema de salud, se mostró interés por la capacitación de los funcionarios, ya que anteriormente solo los profesionales —en general que conformaban el área— eran quienes poseían formaciones específicas. Es así como el Instituto de Administración y Organización de Empresas de la Universidad de Chile dictó cursos sobre métodos administrativos y manejo de capital.

### Reforma y la actualidad de la CENABAST

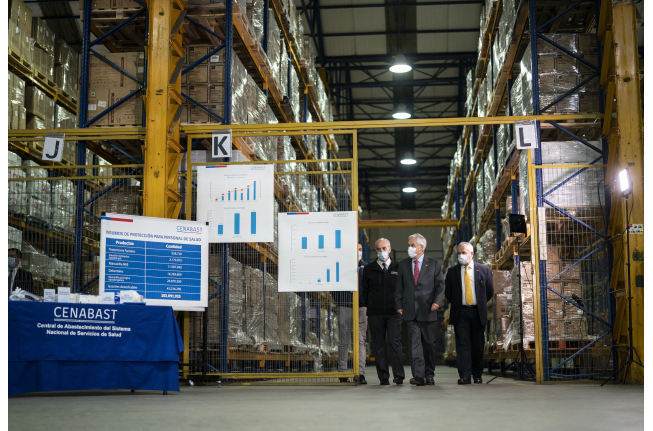
Visita del presidente Sebastián Piñera a las instalaciones de la CENABAST en mayo de 2020

A finales del siglo XX, y a medida que la población chilena se tornaba más compleja, los retos que se presentaron al S.N.S fueron en ascenso. Esto asociado a los problemas políticos vividos en el país y a las persistentes complicaciones administrativas del sistema de salud, gatillaron:

"La  necesidad  de  reorganizar  el Ministerio de Salud y las instituciones que se relacionan con esta (…),  que  posibilite  el  efectivo  acceso  de  la  población  a  las acciones  de  salud,  (…)  y  permita  el  fiel  y  eficiente  cumplimiento  de  las  políticas  (…),  como  también  ejercer  la  responsabilidad  del  Estado  de  redistribuir  la asignación de recursos de acuerdo a las necesidades reales de cada Región, en beneficio de un desarrollo homogéneo".

Bajo la dictadura militar, precisamente en 1979, se determinó esta nueva reestructuración, naciendo así el presente Sistema Nacional de Servicios de Salud (S.N.S.S.), dentro del cual se incluiría un título referido exclusivamente al CENABAST, que un año más tarde se plasmaría en un reglamento, el primero que se pronuncia de modo particular sobre esta materia en específico.
En términos concretos, la institución se conforma como:
1. un órgano descentralizado;
2. dotado de personalidad jurídica;
3. y con patrimonio propio, es decir, "que no percibe aportes fiscales para sus gastos operacionales e inversión,  sino  que  su  presupuesto  se  compone  de  ingresos  derivados  de  las comisiones cobradas por las  labores de intermediación entre los distintos proveedores de insumos clínicos y los usuarios del sistema público de salud".[3]

Además está sujeta a la supervigilancia del Ministerio de Salud para los efectos de su ejercicio. Esto constituye el cambio más significativo sufrido por el sistema, y la explicación más coherente estaría dada por el clivaje entre la idea del estado de bienestar implementada hasta 1973, donde imperaba la concepción de un estado cada vez más involucrado en la vida de la población, contra el capitalismo.
En este nuevo escenario era necesario para la Junta Militar y sus propósitos de borrar todo vestigio del sistema utilizado, la reorganización y regionalización del aparato estatal. Esto incluía el Sistema de Salud, el cual hasta ese momento se conducía por un camino hacia la concentración de actividades (dado los problemas identificados en este análisis), restituyendo por la vía de descentralización administrativa.

## Críticas a la institución
En la prensa, la entidad ha vuelto a la palestra y no por algún motivo positivo, sino más bien porque se le investiga por supuestos delitos, tales como fraude al fisco y colusión en la licitación de medicamentos. Estas irregularidades se nos hacen familiares, por ejemplo las diferencias en los balances contabilizados, pero no informados;  errores en cantidad de recursos con pérdidas millonarias de productos vencidos, y alto porcentaje de adeudamiento, entre otros.